# Набиулин, Александр Михайлович
Алекса́ндр Миха́йлович Набиу́лин (род. 6 мая 1947, г. Зуевка Кировская область) - советский и российский художник, Заслуженный художник РФ (2008)
Образование
- 1969  - 1973 гг. - Кировское училище искусств  Квалификация: Преподаватель рисования и черчения
- 1975 - 1981 гг. - Московский государственный  ордена Трудового Красного Знамени художественный институт им. В.И. Сурикова                                                                                                        Специальность: Монументальная живопись  Квалификация: Художник-живописец
- 2003 г - Кировский филиал Московского гуманитарно-экономического института                                                                                                                                                                                                          курсы повышения квалификации преподавателей высшей школы по программе "Педагогика и дидактика высшей школы"                                                                                                                                           Выполнил выпускную работу на тему: "Формирование творческой деятельности студентов в процессе обучения"
- 2003 г - Московский гуманитарно-экономический институт Краткосрочное повышение квалификации по программе "Преподаватель высшей школы"
- 2017 г - курс "Проектная и исследовательская деятельность как способ формирования метапредметных результатов обучения в условиях реализации ФГОС"
- 2017 г. - курс "Современные образовательные информационные технологии (EdTech ) в работе учителя"

Творчество
- Настенная роспись "Сказание о Вятке" в центральном зале Кировского железнодорожного вокзала;
- Настенная роспись. Диорама в г. Киров
- Портреты

Государственные награды и звания
- 1989 — Звание «Лауреат Областной Премии имени С.М. Кирова» (Постановление от 10 марта 1989 года, № 113)
- 2005 — Серебряная медаль «За вклад в Отечественную культуру» от Творческого Союза Художников России
- 2005 — Кавалер медали "Лучшие люди России" № 1742, 4 выпуск (живопись)  Занесен в энциклопедию "Лучшие люди России"
- 2008 — Нагрудный знак Министерства культуры и массовых коммуникаций Российской Федерации "За высокие достижения" (Приказ от 05.05.2008 года. № 279-ВН)
- 2008 — Почётное звание «Заслуженный художник Российской Федерации» — за заслуги в области изобразительного искусства;

Общественные звания
- Член Союза художников СССР (с 1983 года)
- Член Союза Художников России
- Член Творческого Союза Художников России
- Председатель региональной общественной организации "Кировский творческий союз художников"
- Член-корреспондент Академии менеджмента в образовании и культуре

Примечания

1. Указ Президента Российской Федерации от 01.09.2008 г. № 1292 «О награждении государственными наградами Российской Федерации» Сайт Президент России
2. Приказ от 5 марта 2008 г. № 279 ВН о награждении нагрудным знаком Министерства культуры культуры и массовых коммуникаций "За высокие достижения"
Ссылки
- Официальный сайт Александра Набиулина
- Биография Александра Набиулина
- Выставка картинами портретиста Александра Набиулина стартовала в Сокольниках (недоступная ссылка)
- Галерея работ художника Александра Набиулина
- Образование Александра Набиулина
- Награды Александра Набиулина
- «ПАЛИТРА» — СВОЕГО РОДА АРТ-ТЕРАПИЯ 6 стр.
- К 60-летию Александра Набиулина